# Sainte-Marie–Saint-Raphaël
Pour les articles homonymes, voir Sainte-Marie.
Sainte-Marie–Saint-Raphaël est un ancien village du Nouveau-Brunswick, au Canada. Il fait partie de la ville de Île-de-Lamèque depuis la réforme de la gouvernance locale du 1er janvier 2023.

## Géographie

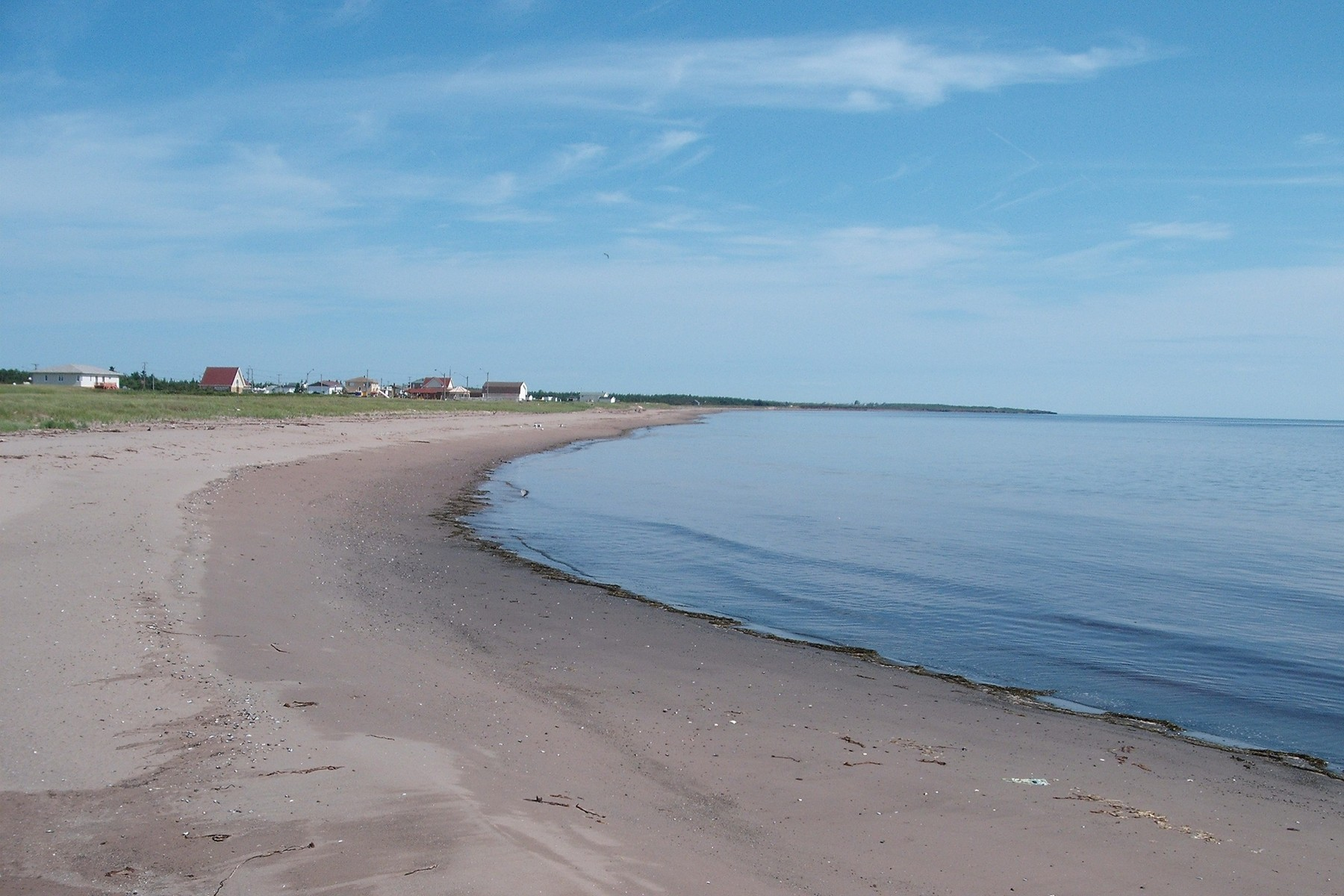
La plage.

### Situation
Sainte-Marie–Saint-Raphaël est situé sur la rive est de l'île de Lamèque, au bord du golfe du Saint-Laurent, à 105 kilomètres à l'est de Bathurst. Le village a une superficie de 15,61 kilomètres carrés.
Sainte-Marie–Saint-Raphaël est généralement considéré comme faisant partie de l'Acadie.

### Logement
Le village comptait 437 logements privés en 2006, dont 400 occupés par des résidents habituels. Parmi ces logements, 91,3 % sont individuels, 2,5 % sont jumelés, 2,5 % sont en rangée, 0,0 % sont des appartements ou duplex et 0,0 % sont des immeubles de moins de cinq étages. Enfin, 3,8 % des logements entrent dans la catégorie autres, tels que les maisons-mobiles. 90,0 % des logements sont possédés alors que 10,0 % sont loués. 81,3 % ont été construits avant 1986 et 7,5 % ont besoin de réparations majeures. Les logements comptent en moyenne 6,2 pièces et 0,0 % des logements comptent plus d'une personne habitant par pièce. Les logements possédés ont une valeur moyenne de 77 496 $, comparativement à 119 549 $ pour la province.

## Histoire

### Origines
Sainte-Marie–Saint-Raphaël est situé dans le territoire historique des Micmacs, plus précisément dans le district de Sigenigteoag, qui comprend l'actuel côte Est du Nouveau-Brunswick, jusqu'à la baie de Fundy.

### XXesiècle
L'église Saint-Raphaël est inaugurée en 1910.
La Caisse populaire de Saint-Raphaël-sur-Mer est fondée en 1937. La tourbière Saint-Raphaël est exploitée à partir de 1979.
L'école L'Étincelle est inaugurée en 1982. Le village naît le 12 mai 1986 de la fusion de Sainte-Marie-sur-Mer et de Saint-Raphaël-sur-Mer. Il est nommé en l'honneur de Marie de Nazareth et de l'archange Raphaël.
La brigade des pompiers volontaires est formée à partir de 1989 mais n'est officiellement créée qu'en 1994. La caserne est construite en 1992, l'année de l'acquisition du premier camion usagé. Un camion neuf est acheté en 1998.

### XXIesiècle
La caisse populaire est fusionnée avec celle de Lamèque en 2003 pour former la Caisse populaire des Îles.
Sainte-Marie–Saint-Raphaël est l'une des localités organisatrices du IVe Congrès mondial acadien, en 2009.

## Chronologie municipale
1786 : la paroisse d'Alnwick est érigée dans le comté de Northumberland
.
1814 : la paroisse de Saumarez est créée à partir de portions de la paroisse d'Alnwick et d'un territoire non organisé.
1826 : le comté de Gloucester est créé à partir des paroisses de Saumarez et de Beresford, du comté de Northumberland.
1831 : la paroisse de Caraquet est créée à partir d'une portion de la paroisse de Saumarez.
1851 : la paroisse de Shippagan est créée à partir d'une portion de la paroisse de Caraquet.
1851 : la paroisse d'Inkerman est créée à partir de portions des paroisses de Caraquet et de Shippagan.
1867 : Confédération canadienne.
Années 1870 : le comté de Gloucester est constitué en municipalité.
1947 : Shippagan est constitué en municipalité dans le territoire de la paroisse.
1958 : le village de Shippagan obtient le statut de ville.
1966 : la municipalité du comté de Gloucester est dissoute. La paroisse de Shippagan devient un District de services locaux. Des portions de la paroisse sont détachées pour former le village de Lamèque ainsi que les DSL de Le Goulet, de Sainte-Marie-sur-Mer et de Saint-Raphaël-sur-Mer.
1986 : Sainte-Marie-sur-Mer et Saint-Raphaël-sur-Mer fusionnent pour devenir Sainte-Marie–Saint-Raphaël, qui est constitué en municipalité.

## Démographie
| 1991  | 1996  | 2001  | 2006 | 2011 | 2016 |
| ----- | ----- | ----- | ---- | ---- | ---- |
| 1 201 | 1 185 | 1 135 | 993  | 955  | 879  |

## Administration
(juillet 2016).

### Conseil municipal
Le conseil municipal est formé d'un maire et de 5 conseillers. Le conseiller Paul Mallet est élu lors d'une élection partielle tenue le 24 novembre 2008. Le conseiller Jean-Guy Savoie est élu lors d'une élection partielle tenue le 11 mai 2009. La conseillère Corinne Savoie est élue par acclamation le 9 mai 2011, en remplacement de Jean-Guy Savoie. Le conseil municipal actuel est élu lors de l'élection quadriennale du 14 mai 2012. Le maire Henri Pierre Duguay démissionne le 29 avril 2013. Une élection partielle a donc lieu le 28 octobre suivant et Conrad Godin l'emporte. Luc Lévesque est quant à lui élu au poste de conseiller. Paul Ferron est finalement élu à l'élection partielle du 12 mai 2014.
Conseil municipal actuel
| Mandat      | Fonctions   | Nom(s)                                                       |
| ----------- | ----------- | ------------------------------------------------------------ |
| 2012 - 2016 | Maire       | Conrad Godin                                                 |
| 2012 - 2016 | Conseillers | Luc Lévesque, Linda R. Haché, Paul Ferron et Corinne Savoie. |

Conseils précédents
| Mandat      | Fonctions   | Nom(s)                                                               |
| ----------- | ----------- | -------------------------------------------------------------------- |
| 2008 - 2012 | Maire       | Henri Pierre Duguay                                                  |
| 2008 - 2012 | Conseillers | Linda R. Haché, Edith S Duguay, Corinne Savoie et Louis-Paul Savoie. |

| Période | Période  | Identité            | Étiquette | Qualité |
| ------- | -------- | ------------------- | --------- | ------- |
| 2013    | en cours | Conrad Godin        |           |         |
| 2008    | 2013     | Henri Pierre Duguay |           |         |
| 1996    | 2008     | Conrad Godin        |           |         |
| 1986    | 1996     | Maurice Paulin      |           |         |

### Commission de services régionaux
Sainte-Marie–Saint-Raphaël fait partie de la Région 4, une commission de services régionaux (CSR) devant commencer officiellement ses activités le 1er janvier 2013. Sainte-Marie–Saint-Raphaël est représenté au conseil par son maire. Les services obligatoirement offerts par les CSR sont l'aménagement régional, la gestion des déchets solides, la planification des mesures d'urgence ainsi que la collaboration en matière de services de police, la planification et le partage des coûts des infrastructures régionales de sport, de loisirs et de culture; d'autres services pourraient s'ajouter à cette liste.

### Représentation
Sainte-Marie–Saint-Raphaël est membre de l'Association francophone des municipalités du Nouveau-Brunswick.
 Nouveau-Brunswick : Sainte-Marie–Saint-Raphaël fait partie de la circonscription de Lamèque-Shippagan-Miscou, qui est représentée à l'Assemblée législative du Nouveau-Brunswick par Paul Robichaud, du Parti progressiste-conservateur. Il fut élu en 1999 puis réélu depuis ce temps.
 Canada : Sainte-Marie–Saint-Raphaël fait partie de la circonscription d'Acadie-Bathurst. Cette circonscription est représentée à la Chambre des communes du Canada par Yvon Godin, du NPD. Il fut élu lors de l'élection de 1997 contre le député sortant Doug Young, en raison du mécontentement provoqué par une réforme du régime d’assurance-emploi.

## Économie

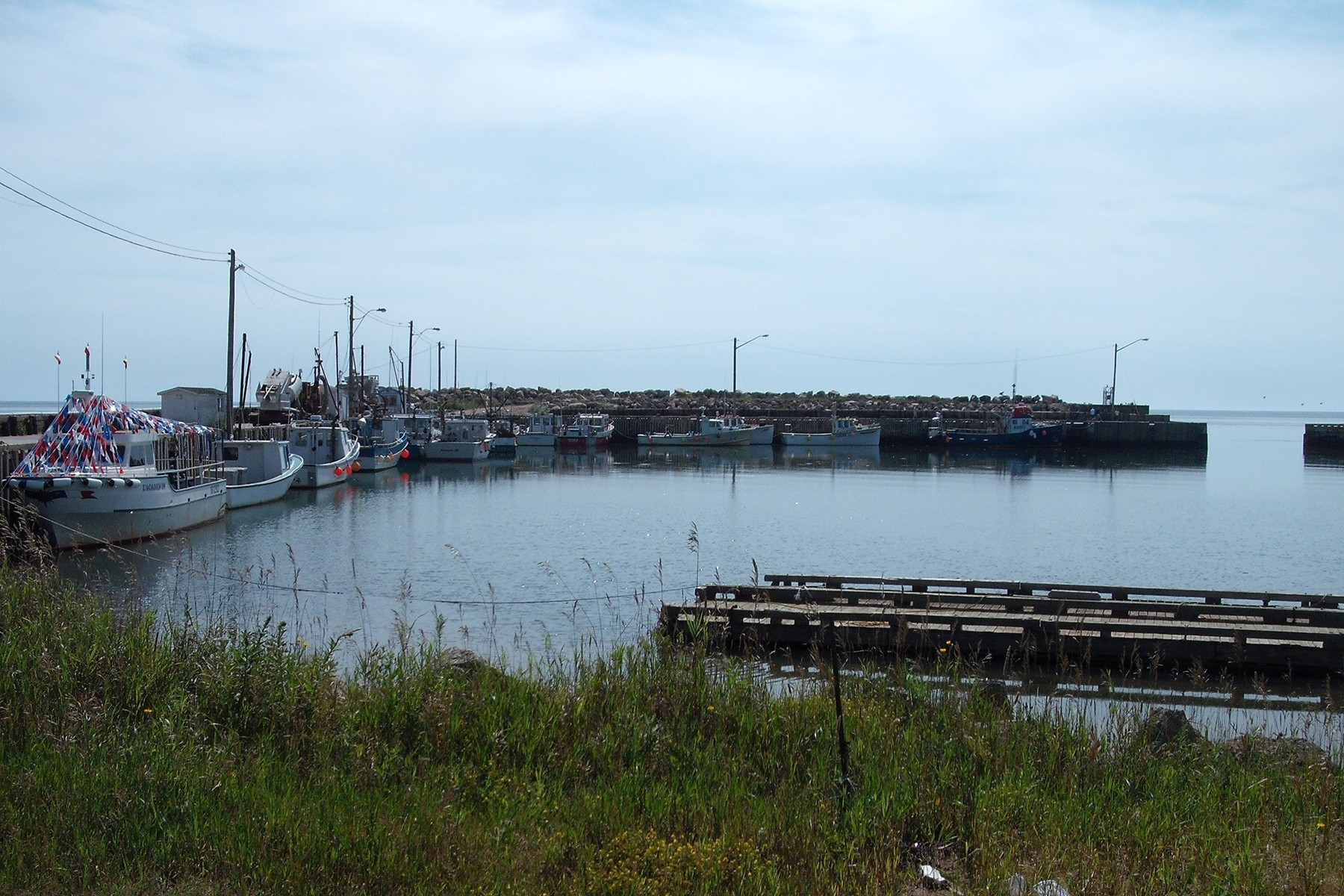
Le port.

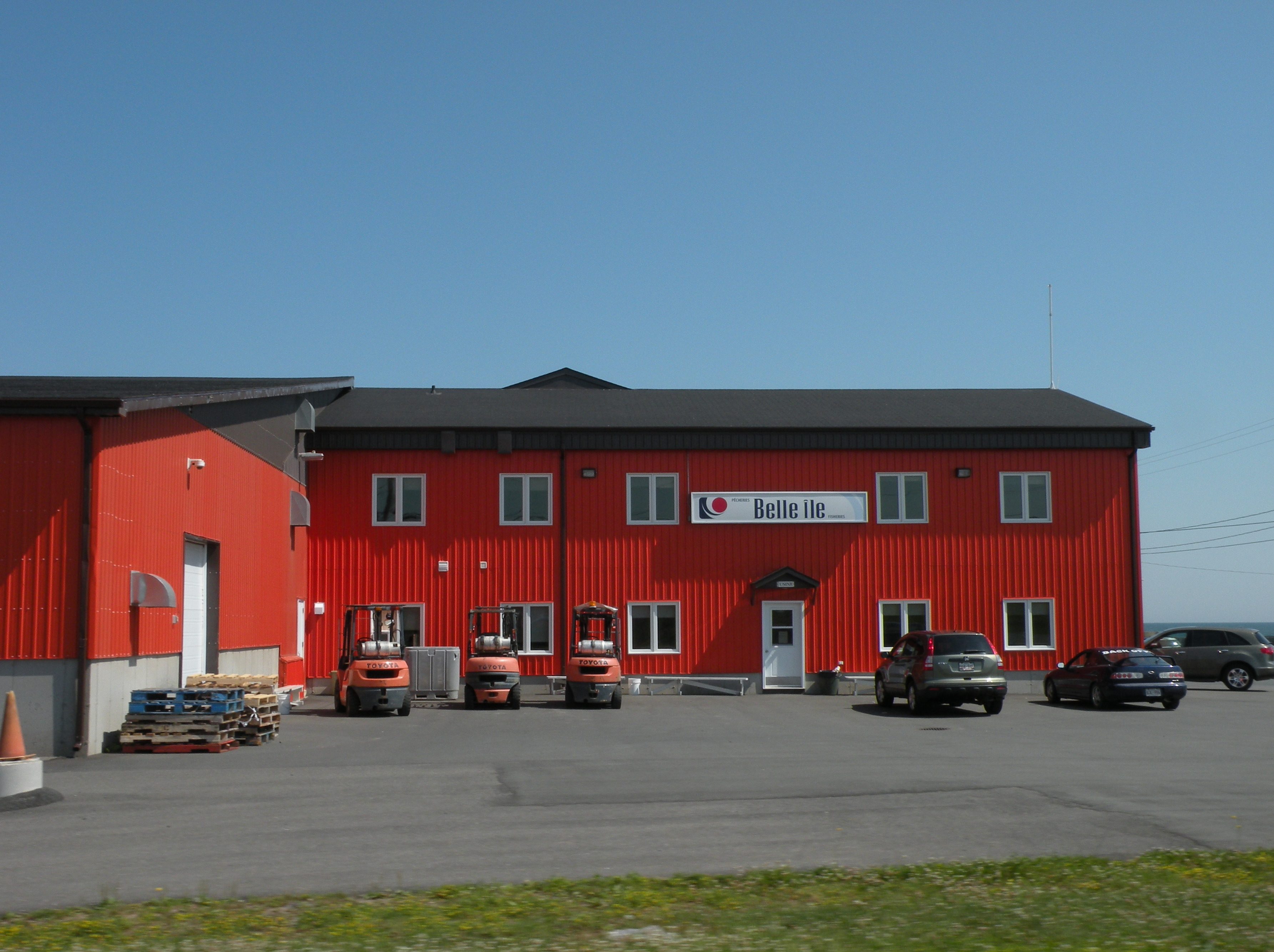
L'usine de transformation du poisson.

Entreprise Péninsule, un organisme basé à Tracadie-Sheila faisant partie du réseau Entreprise, a la responsabilité du développement économique de la région.
L'économie des îles de Lamèque et Miscou est dominée par la pêche, l'exploitation de la tourbe, la culture de petits fruits, le tourisme et les services. Des efforts de diversification économique sont pourtant en cours, notamment dans le secteur de l'énergie éolienne. En fait, le développement économique de la région est centré principalement sur la ville de Lamèque, même s'il y a quelques développements résidentiels au village.
Le port de Sainte-Marie–Saint-Raphaël est géré par l'Administration portuaire de Sainte-Marie/Saint-Raphaël. Il compte un avant-port protégé par une jetée et un bassin. La flotte est composée d'une vingtaine de bateaux, spécialisés dans la pêche au homard et au hareng. Quelques bateaux sont aussi équipés pour la pêche à la pétoncle, au maquereau et au flétan. L'usine des Pêcheries Belle-île compte environ 200 employés et transforme le crabe.

## Vivre à Sainte-Marie–Saint-Raphaël

### Éducation

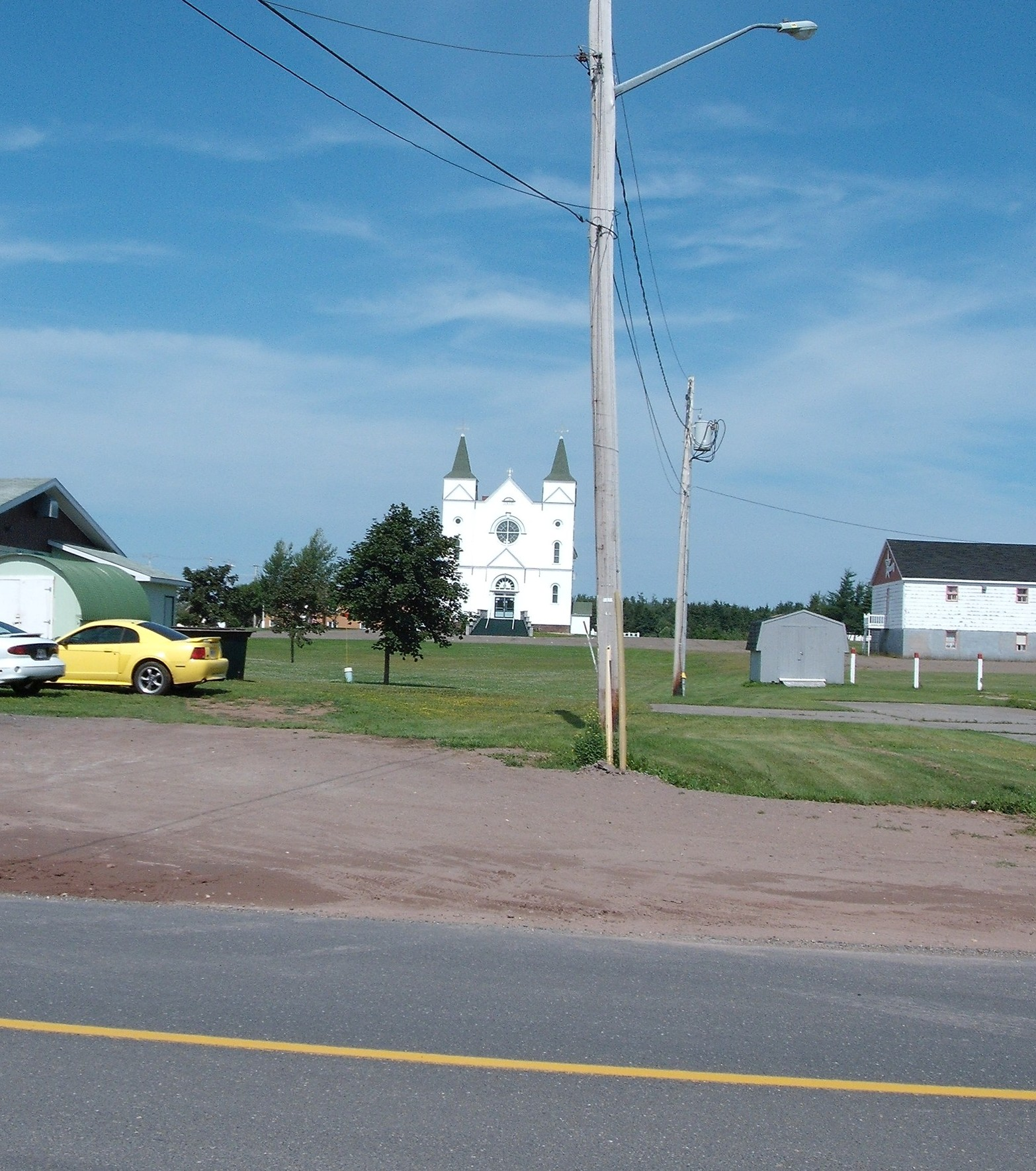
L'église Saint-Raphaël.

L'école francophone L'Étincelle accueille les élèves de la maternelle à la 8e année. C'est une école publique francophone faisant partie du sous-district 6 du district scolaire Francophone Nord-Est. Les élèves doivent poursuivre leurs études à Shippagan jusqu'en douzième année. La ville de Shippagan possède également le CCNB-Péninsule acadienne et un campus de l'Université de Moncton.
Les anglophones bénéficient d'une école à Brantville accueillant les élèves de la maternelle à la huitième année. Ils doivent ensuite poursuivre leurs études à Miramichi. Les établissements d'enseignement supérieurs anglophones les plus proches sont à Fredericton ou Miramichi.
Il y a une bibliothèque publique à Lamèque.

### Autres services publics
Existant depuis le 20 juillet 1995, la Commission de gestion des déchets solides de la Péninsule acadienne (COGEDES) a son siège-social à Caraquet et la municipalité y a un représentant. Les déchets sont transférés au centre de transbordement de Tracadie-Sheila et les matières non-recyclables sont ensuite enfouies à Allardville.
Le village possède aussi une caserne de pompiers et un bureau de poste. Le détachement de la Gendarmerie royale du Canada le plus proche est situé à Lamèque. Le poste d'Ambulance Nouveau-Brunswick et l'hôpital les plus proches sont aussi à Lamèque.
L'Écho de Ste-Marie-St-Raphaël, publié par Cédici à Bas-Caraquet, est distribué mensuellement par la poste. Il est commandité par la municipalité et a un tirage de 800 exemplaires gratuits. Les francophones bénéficient aussi du quotidien L'Acadie nouvelle, publié à Caraquet, ainsi que de l'hebdomadaire L'Étoile, de Dieppe. Les anglophones bénéficient quant à eux du quotidien Telegraph-Journal, publié à Saint-Jean.
La plage d'eau salée non surveillée dispose de douches, toilettes, aires de pique-nique et de terrains de jeux.
L'église Saint-Raphaël est une église catholique romaine faisant partie du diocèse de Bathurst. Sainte-Marie–Saint-Raphaël est, avec Bas-Caraquet, la seule municipalité de la Péninsule acadienne où le conseil municipal récite une prière avant les réunions.

## Culture

### Personnalités
- Calixte Duguay (1939-), enseignant, artiste multidisciplinaire.
- François Gionet alias Franko LaMoya (1985-), auteur-compositeur-interprète dans le genre hip-hop, musique

### Danse
Une danse traditionnelle porte le nom de quadrille de Sainte-Marie-sur-Mer.

### Langues
Selon la Loi sur les langues officielles, Sainte-Marie–Saint-Raphaël est officiellement francophone puisque moins de 20 % de la population parle l'anglais.

### Sainte-Marie–Saint-Raphaël dans la culture
En 2011, à l'occasion du 25e anniversaire de la constitution du village, Calixte Duguay compose la chanson Sainte-Marie–Saint-Raphaël.